# Národní památka (Irsko)

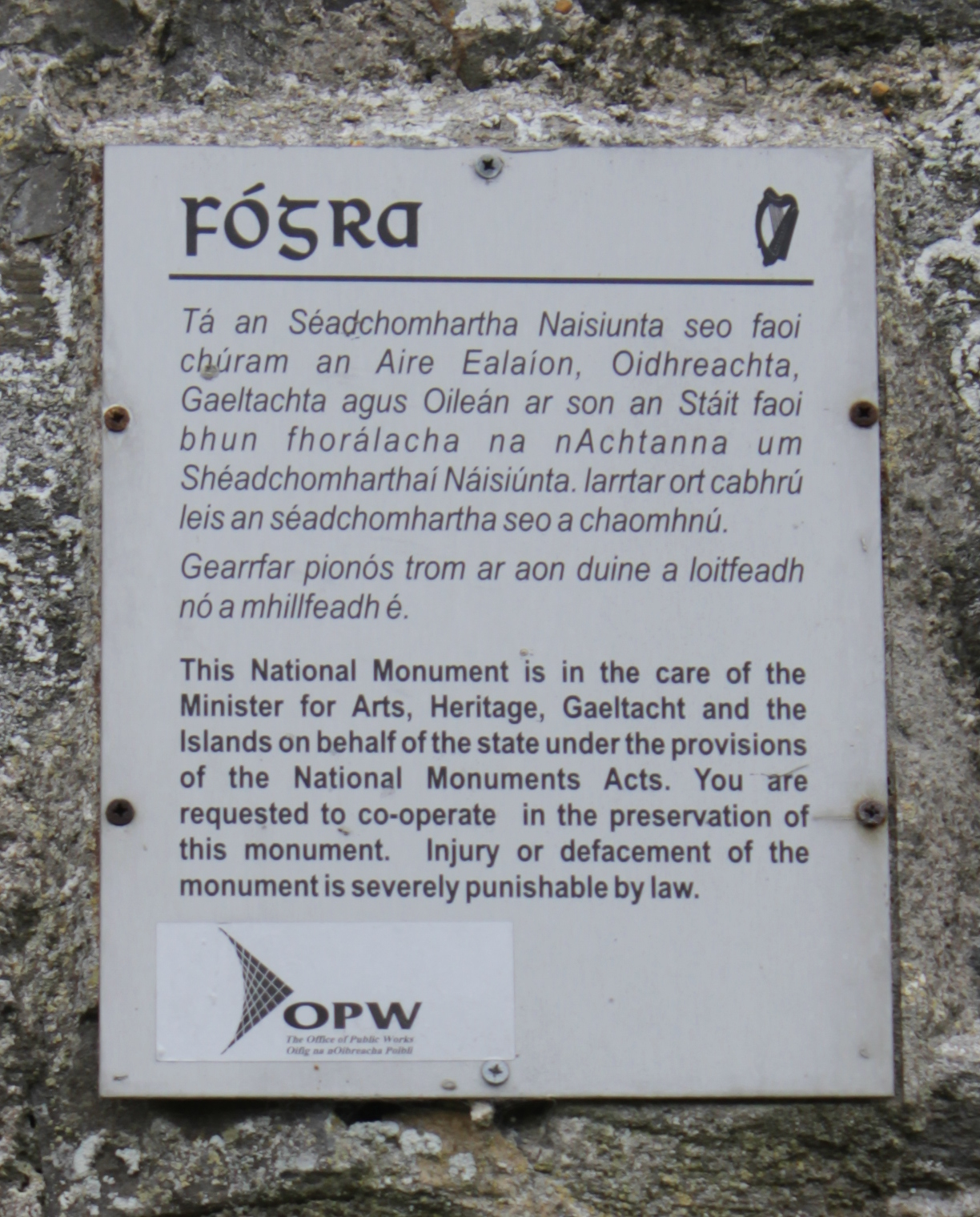
Typický štítek na národní památce

Národní památka (anglicky National monument, irsky séadchomhartha náisiúnta) je stavba či místo v Irsku, které si kvůli svému významu zaslouží státní ochranu.

## Právní rámec ochrany
Národní památky jsou spravovány Národním památkovým úřadem (National Monuments Service), který je součástí irského Ministerstva bydlení, místní správy a dědictví. Oficiálně je status Národní památky udělován dle zákonů o Národních památkách z let 1930 až 2014.
Od roku 1882 byl jednotlivé památky chráněny v souladu s Ancient Monuments Protection Act, zákona parlamentu Spojeného království Velké Británie a Irska. Po vzniku Irského svobodného státu došlo k přijetí nového zákona v roce 1930 (National Monuments Act). Dle něj se výrazem „Národní památka“ rozumí „památka nebo pozůstatky památky, jejíž zachování je záležitostí národního zájmu z důvodu jejího historického, architektonického, tradičního, uměleckého nebo archeologického významu.“
Seznam Národních památek byl od té doby rozšířen: v roce 2010 bylo již téměř 1 000 památek ve vlastnictví státu nebo bylo státem spravováno, což však představuje pouze malou část evidovaných archeologických a historických památek v Irsku.
Každá Národní památka či památková zóna má své číslo (například Rock of Cashel je Národní památka číslo 128, Newgrange je číslo 147).
Novelizace Zákona o Národních památkách z roku 2004 nově irské vládě umožňuje nevratně zničit Národní památku či její část, pokud lze tento postup považovat za důležitý z hlediska veřejného zájmu.

## Památky světového dědictví UNESCO
Dvě Národní památky jsou také součástí Světového dědictví UNESCO: Brú na Bóinne v hrabství Meath a Skellig Michael v hrabství Kerry.